# Trận Uruk
Trận Uruk là một trong những trận đánh quyết định mà vua Sargon Đại đế của Akkad đã chinh phục Sumer và đặt nó dưới sự kiểm soát của mình. Thông tin duy nhất được biết đến về trận đánh này là từ một câu khắc được sao chép tại Nippur và vẫn còn mơ hồ về thời điểm diễn ra. Trong chiến dịch quân sự của mình, Sargon đã kéo quân tới tấn công và phá hủy thành Uruk. Những người sống sót trốn khỏi thành phố và tham gia với các đội quân khác từ năm mươi tỉnh Sumer dưới sự lãnh đạo của vua Lugal-zage-si của Umma, trước khi đối chọi Sargon. Trận quyết chiến giữa đôi bên xảy ra vào khoảng năm 2271 TCN, kẻ địch chính và đối thủ của Sargon là Lugal-zage-si đã bị đánh bại và quân sĩ của ông thì tan rã ngay lập tức. Sau trận chiến, chính Lugal-zage-si đã bị Sargon bắt sống và đưa đến Nippur 'treo cổ như một con chó'.